# Estrilda perreini
La estrilda colinegra (Estrilda perreini) es una especie de ave paseriforme de la familia Estrildidae propia del África subsahariana. 

## Distribución y hábitat
Se encuentra en las zonas de matorral y sabanas húmedas del sur de África central y el este de África austral, en una extensión total aproximada de 670.000 km².